# Salma Shabana
Salma Shabana, née le 8 octobre 1976 au Caire, est une joueuse professionnelle de squash représentant l'Égypte. Elle atteint en septembre 2000 la 20e place mondiale sur le circuit international, son meilleur classement.

## Biographie
C'est la sœur de Amr Shabana quatre fois champion du monde. Elle est mariée avec l'ancien joueur  Omar El Borolossy avec qui elle a trois enfants. En juin 2005, elle fonde la Elborolossy Squash Academy, qui se concentre sur la promotion des talents et la supervision des meilleurs joueurs égyptiens tels que Karim Darwish et Raneem El Weleily. Elle dirige l'Académie avec son mari.
Elle fait partie avec Maha Zein et Mai Hegazi des premières joueuses égyptiennes participant à un évènement international de squash, le championnat du monde junior 1993. Avec l'obtention d'une troisième place, elle démontrèrent à leur fédération qu'elles pouvaient aussi rapporter des médailles à l'Égypte et ouvrirent la voie à des joueuses comme  Raneem El Weleily, première Égyptienne à atteindre une première place mondiale tous sports confondus et Nour El Sherbini, championne du monde à de multiples reprises,.

## Palmarès

### Finales
- Open de Greenwich : 1997